# Gerhard Daum (Komponist)

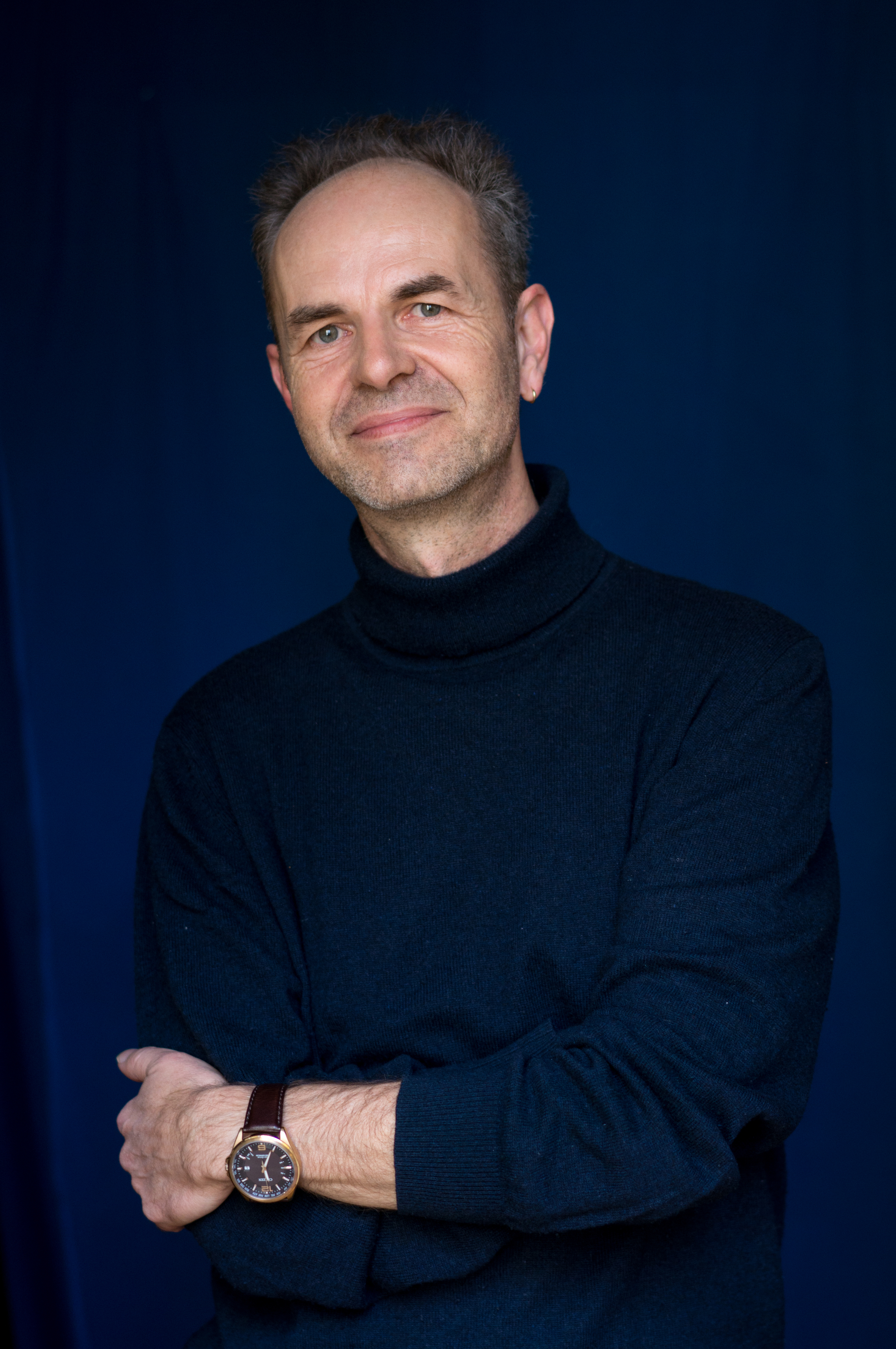
Gerhard Daum (2015)

Gerhard Daum (* 30. September 1956 in Freiburg im Breisgau) ist ein auf Filmmusik spezialisierter deutscher Komponist, Musiker und Musikproduzent.

## Leben
Daum wurde 1956 in Freiburg im Breisgau geboren und entwickelte schon in seiner Kindheit Interesse an der Musik. Er spielte Trompete und trat mit verschiedenen Blasorchestern auf. Als Jugendlicher lernte er zusätzlich Gitarre und Klavier, bevor er sein Musikstudium begann. Daum besuchte die Hochschule für Musik Karlsruhe und schloss sein Studium mit einem Musikdiplom ab, mit der klassischen Gitarre als Hauptinstrument. Während seines Studiums verbrachte er ein Semester an der Universität für Musik und darstellende Kunst in Graz, wo er seinen Fokus auf Jazz und Improvisation legte.
Nach seinem Studium begann Daum 1985 als Gitarrenlehrer an der Jazz & Rock Schule Freiburg zu arbeiten. Während dieser Zeit tourte er auch mit seinem eigenen Jazz- und Rock-Ensemble, dem Gerhard Daum Quartett, durch Europa. Er trat in Deutschland, Frankreich, der Schweiz und Österreich auf. Im Jahr 1993 gründete er die Gerhard Daum Music Edition sowie 1995 das Label ToneWorks Records.
Sein Fokus verschob sich auf die Filmmusik, nachdem ihm der Bayerische Rundfunk einen Job in München anbot. Inspiriert von Komponisten wie Ennio Morricone, Bernard Herrmann, John Barry und John Williams, begann Daum, für deutsche Filme und Fernsehserien zu komponieren.
1997 zog Daum nach Hollywood, wo er an der California State University in Northridge Musikethnologie-Kurse nahm und an einem Meisterkurs für Filmmusik an der UCLA teilnahm. Daum konnte hier internationale Erfahrung sammeln und komponierte Filmmusik für Produktionen wie Felon.
Heute lebt Daum in Berlin, wo er weiterhin Musik für verschiedene Produktionen komponiert.

## Arbeit
Daum ist Komponist, der Musik für Filme, Fernsehen, Werbung und Videospiele in Deutschland und in den USA komponiert hat und mehrere Auszeichnungen für seine Werke erhalten hat.
Zu den Fernsehserien, für die Daum komponiert hat, gehören Forsthaus Falkenau, Die Garmisch-Cops und der Tatort. Außerdem schrieb er Musik für Independent-Filme wie Reflex Action, Hollywood Kills, Prince of Swine und insbesondere dem Hollywood Actionfilm Felon,. Die Musik zu diesem Film wurde 2009 vom Symphonieorchester des Bayerischen Rundfunks in München bei der Nacht der Filmmusik aufgeführt.
Seine Musik für den Image-Film Every Child Counts gewann 2001 den NTVA Music Competition Gold Award.
Daum komponierte außerdem Musik für diverse Dokumentarfilme, wie zum Beispiel den deutschen Film Hindenburg – Der Mann, der Hitler zum Kanzler machte und den US-amerikanischen Dokumentarfilm That Which I Love Destroys Me, der 2015 den Voice Award gewann.
Außer Filmmusik hat Daum auch mehrere Solo-CD-Projekte produziert. Sein Debütalbum, ein Weltmusik-Projekt mit dem Titel Mental Voyager – A Music Journey, wurde zuerst 1993 und dann 2014 bei dem Label ToneWorks Records wieder veröffentlicht. Ein zweites Album folgte 1996, Mental Voyager – Voiceland, welches zu der Zeit eines von wenigen Dolby Surround Veröffentlichungen war. Das Album besteht aus sieben Songs, einem postmodernen, neoklassischen Crossover zwischen epischen, symphonischen Elementen, klassischen Solostimmen und Rock, kombiniert mit elektronischem Sounddesign. Der Chor des Bayerischen Rundfunks, die Cambridge Consort Voices und das Historische Ensemble Regensburg tragen mit Gesang zu den Songs bei.
2015 veröffentlichte Daum ein weiteres Soloprojekt bei ToneWorks Records, Epic Drama, eine Sammlung von epischen Tracks für Orchester, elektrischer Gitarre, Schlagzeug, Sologesang und Chöre in einem postmodernen, neoklassischem Rock, symphonischen Stil.
2017 erschien Film Music Suites ebenfalls bei ToneWork Records. Das Album präsentiert eine Sammlung von originalen Filmmusik-Themen, die Daum innerhalb der letzten Jahre für u. a. Tatort komponierte und für dieses Album als Suiten orchestrierte. Alle Stücke wurden von den Brandenburger Symphonikern eingespielt, das Dirigat hatte Hannes Ferrand.
Unter der Gerhard Daum Music Edition komponiert und produziert Daum seit 2001 außerdem Musiken für die professionelle Medienindustrie, welche in den Bereichen Film, TV, Computerspiele, Trailer weltweit lizenziert werden.

## Filmografie
- 1989: Tatort – Bier vom Faß
- 1990: Z.E.N – Der Klosterweg
- 1991–1992: Forsthaus Falkenau (17 Folgen)
- 1991: Das größte Fest des Jahres – Weihnachten bei unseren Fernsehfamilien
- 1991: Sturm im Wasserglas
- 1991: Naturgeschichte Deutschland
- 1994: Stella Stellaris
- 1994: Au Pair[20][21][22]
- 1997: Große Freiheit
- 2000: Hitmen
- 2000: Love, Ltd.[23]
- 2001: The Strange Case of Mr. K[24]
- 2002: One of Us
- 2002: Reflex Action
- 2003: Hatchetman[25]
- 2006: Hollywood Kills
- 2008: Felon
- 2010: Prince of Swine
- 2012–2014: Die Garmisch-Cops
- 2014: Hindenburg – Der Mann, der Hitler zum Kanzler machte
- 2015: That Which I love Destroys Me
- 2018: Climate Warriors[26]

## Werke
Soundtracks
- That Which I Love Destroys Me (2015)
- Hindenburg – Der Mann, der Hitler zum Kanzler machte (2014)
- Film Music Collection II (2012)

Projekte
- Epic Drama (2015)
- Mental Voyager – Voiceland (1996, rereleased 2015)
- Mental Voyager – A Music Journey (1993, rereleased 2014)
- Film Music Suites – The Brandenburger Symphoniker play Film Music Suites from original film & TV themes, composed by Gerhard Daum (released 2017)